# Dulacia
Dulacia é um género botânico pertencente à família Olacaceae.

## Espécies
- Dulacia acuta
- Dulacia adhaerens
- Dulacia adhaerens var. stenopoda
- Dulacia candida
- Dulacia crassa
- Dulacia cyanocarpa
- Dulacia egleri
- Dulacia gardneriana
- Dulacia glazioviana
- Dulacia gracilis
- Dulacia grandiflora
- Dulacia guianensis
- Dulacia inopiflora
- Dulacia macrophylla
- Dulacia ovata
- Dulacia pallida
- Dulacia papillosa
- Dulacia pauciflora
- Dulacia pohliana
- Dulacia redmondii
- Dulacia singularis
- Dulacia spruceana